# Очеп
Очеп, Очіп — річка в Україні, у межах Царичанського району Дніпропетровської області. Права притока Орелі (басейн Чорного моря).

## Опис
Довжина 14 км, площа басейну 121 км². Долина коритоподібна. Заплава місцями заболочена. Річище звивисте. Похил річки 0,21 м/км. Влітку річка місцями пересихає. Споруджено декілька ставків.

## Розташування
Очеп бере початок на сході від села Щербинівка. Тече переважно на південь. Впадає до Орелі південніше за село Катеринівка.
Над Очепом розташовані села: Кравцівка та Рудка.